# Hoét bụng trắng
Hoét bụng trắng (danh pháp hai phần: Turdus cardis) là một loài chim thuộc họ Hoét. Chúng được tìm thấy ở Trung Quốc, Nhật Bản, Bắc Triều Tiên, Hàn Quốc, Lào, Nga, Đài Loan, Thái Lan, và Việt Nam. Môi trường sống tự nhiên của nó là khu rừng ôn đới.

## Chú thích

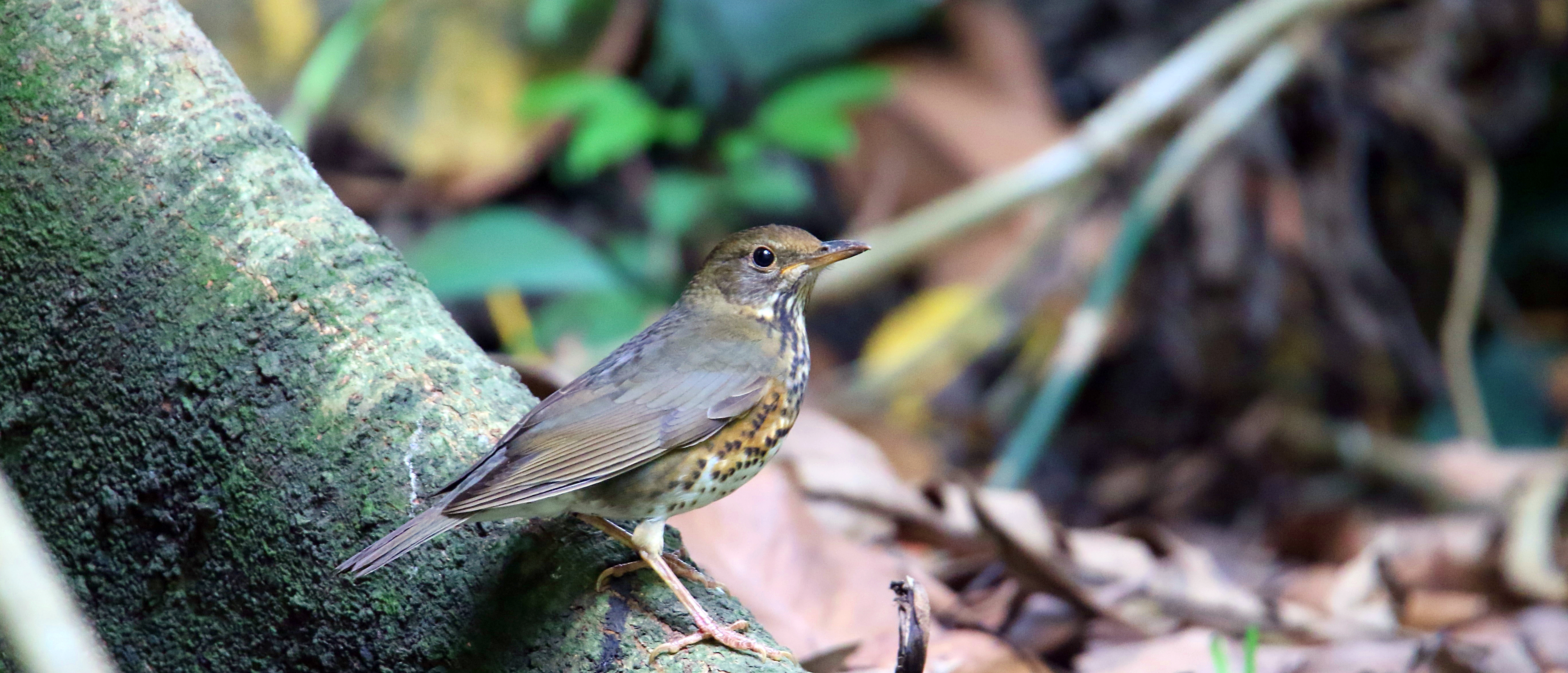
Hoét bụng trắng chim mái

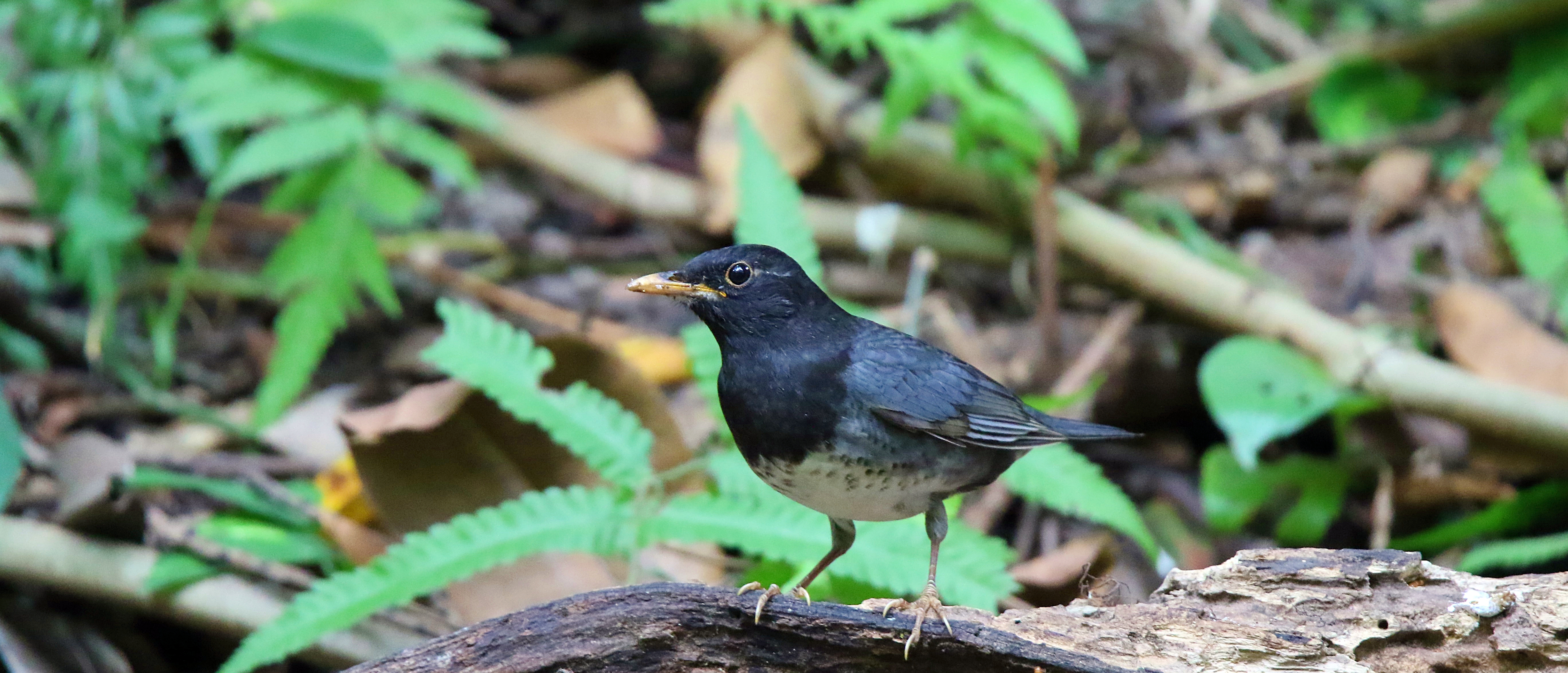
Chim trống